# Przygodziczki
Przygodziczki est une localité polonaise de la gmina rurale de Przygodzice, située dans le powiat d'Ostrów Wielkopolski en voïvodie de Grande-Pologne.

## Géographie

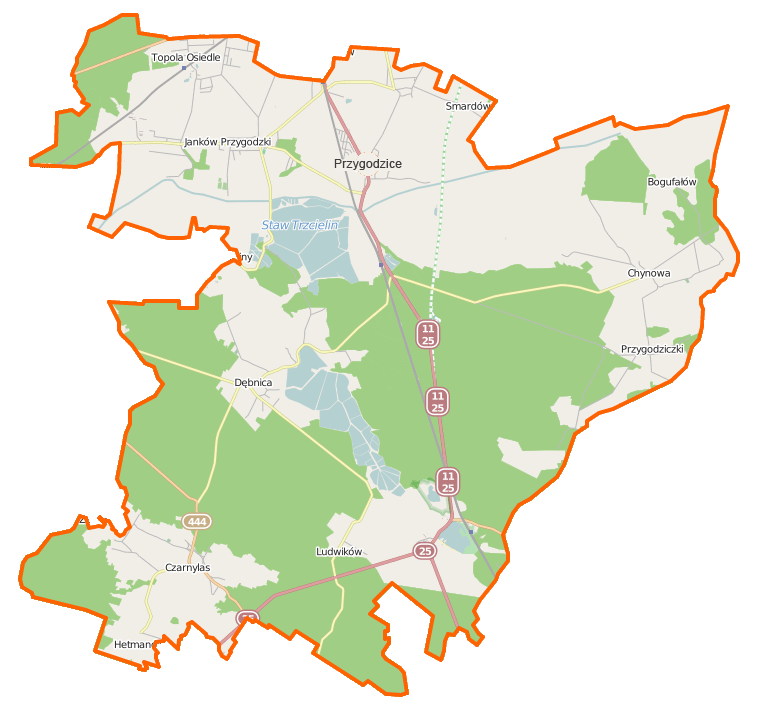
Carte de la gmina de Przygodzice.